# Vepris lepidota
Vepris lepidota är en vinruteväxtart som beskrevs av René Paul Raymond Capuron. Vepris lepidota ingår i släktet Vepris och familjen vinruteväxter. Inga underarter finns listade i Catalogue of Life.